# Чивилук
Чивилук или вешалица је део намештаја који служи за привремено одлагање капута и јакни. Такође се може користити за одлагање шешира и капа, као и кишобрана. Може бити направљен од дрвета и метала, као и од бројних других материјала.